# Hard Rock Live
Das Hard Rock Live ist eine Mehrzweckhalle in der US-amerikanischen Stadt Hollywood im Bundesstaat Florida. Sie bietet 5.500 Plätze.

## Nutzung
Die sich als Teil des Seminole Hard Rock Hotel and Casinos befindliche Arena wird hauptsächlich als Veranstaltungsstätte für Stand-up-Comedy- und Konzertauftritte genutzt. Des Weiteren finden hier auch Sportveranstaltungen wie Boxen, Tennis, Basketball oder Rodeos statt. So diente die Halle von 2006 bis 2008 als Heimspielstätte der Florida Frenzy aus der National Indoor Football League (NIFL). 2010 fand der Lingerie Bowl VII, das Endspiel der Legends Football League, in der Mehrzweckarena statt. National und international erfolgreiche Künstler und Bands wie Judas Priest, Eric Clapton, Aerosmith, B.B. King, Willie Nelson, Bon Jovi, The Who, Prince, Bruce Springsteen, Rod Stewart und Ringo Starr traten in der Halle auf.